# Shreechaur
Shreechaur – gaun wikas samiti we wschodniej części Nepalu w strefie Sagarmatha w dystrykcie Okhaldhunga. Według nepalskiego spisu powszechnego z 2001 roku liczył on 547 gospodarstw domowych i 2927 mieszkańców (1509 kobiet i 1418 mężczyzn).